# Arms Corporation
Pour les articles homonymes, voir Arms.
Arms Corporation (有限会社アームス, Yūgen gaisha (en) Āmusu, stylisée ARMS) était un studio d'animation japonaise créé en novembre 1996. L'entreprise change de dénomination sociale en août 2017 pour devenir Commonsense Inc. (株式会社コモンセンス, Kabushiki gaisha Komonsensu). Elle a fait faillite en août 2020.

## Histoire
Créée le 18 novembre 1996, Osamu Shimizu a été désigné comme représentant d'Arms Corporation (有限会社アームス), celui-ci était également chargé de la gestion des productions chez Studio Kikan.
L'entreprise est issue d'une séparation des activités du Studio Kikan et dont les objectifs étaient à la fois d'être un gross uke (ja) de Pierrot et un producteur de séries d'animation pour adultes (dites hentai). À l'origine, elle visait à être une grande marque d'anime pour adultes comme Pink Pineapple (ja) et Green Bunny (ja) en utilisant différents noms tels que « ARMS », « Dandelion », « Triple X » et « Garyū Studio » pour produire de nombreux titres, cependant, les ventes de ces titres pornographiques au fil des années ont chuté, à un tel niveau qu'à chaque mise à jour mensuelle du site officiel, le producteur Osamu Koshinaka y révèle son amertume,,,,. Ainsi, la société entreprend d'un côté l'abandon des productions d'OAV pour adultes, tandis que de l'autre, l'année 2004 marque le début de la production de leurs propres séries télévisées en commençant avec Mezzo DSA. Après cela, le site officiel est suspendu pendant plus de deux ans, n'affichant qu'un « arrangement de serveur pour une durée approximative d'un mois », rendant alors l'ensemble de son contenu inaccessible,.
Le 22 décembre 2005, le premier épisode de Hininden Gausu (ja), intitulé Oboroduki no Shō (朧月の章), est publié par Pink Pineapple. L'auteur de ce projet original est Rin Shin (ja) qui y participe également en tant que character designer et directeur de l'animation, accompagné d'un scénario de Takao Yoshioka. Néanmoins, comme les ventes sont infructueuses, il a été décidé de renoncer à la production des prochains épisodes. Depuis lors, plus aucun OAV pour adultes n'a été produit.
Le 20 février 2007, le site officiel qui a subi une longue mise en veille est à nouveau ouvert. Un film Flash relatant sur la décision de Kite Liberator (en), une création de Yasuomi Umetsu (ja) qui avait un bureau à l'époque au sein de l'entreprise, a également été publié. Toutefois, les précédentes œuvres pour adultes produites par le studio ont été supprimées de la liste des œuvres présente sur le site, seuls les titres généraux tels que Mezzo DSA ou Elfen Lied restent mentionnés.
Depuis 2015, les activités principales d'ARMS est la production d'animation pour les projets de séries télévisées de Genco et de la sous-traitance pour d'autres sociétés.
Le 31 août 2017, le nom de l'entreprise a été changé pour Commonsense Inc. (株式会社コモンセンス).
Avec le renommage de Pierrot Plus (ex-Studio Kikan) en Studio Signpost le 20 septembre 2019, l'entreprise a fermé son site web.
À la suite de l'accumulation de dettes auxquelles l'entreprise n'a pas pu s'acquittées, l'assemblée générale des actionnaires a pris la décision de dissoudre la société et de déposer son bilan le 31 mai 2020,. Ainsi, après une demande de procédure de liquidation judiciaire spéciale auprès du tribunal du district de Tokyo le 22 juillet 2020, l'entreprise Commonsense est officiellement déclarée en faillite en août 2020.

## Productions

### Séries télévisées
| Année | Titre                                  | Chaîne d'origine | Dates de diffusion | Dates de diffusion | Nb. éps. | Notes                                                                                               |
| Année | Titre                                  | Chaîne d'origine | Début              | Fin                | Nb. éps. | Notes                                                                                               |
| ----- | -------------------------------------- | ---------------- | ------------------ | ------------------ | -------- | --------------------------------------------------------------------------------------------------- |
| 2004  | Mezzo DSA                              | tvk              | 4 janvier 2004     | 30 mars 2004       | 13       | Série faisant suite à l'OAV pour adultes de 2001, Mezzo Forte.                                      |
| 2004  | Elfen Lied                             | AT-X             | 25 juillet 2004    | 17 octobre 2004    | 13       | Série basée sur le seinen manga de Lynn Okamoto.                                                    |
| 2004  | Kakyūsei 2 (ja)                        | TVS              | 1er octobre 2004   | 24 décembre 2004   | 13       | Série basée sur l'eroge développé par ELF Corporation.                                              |
| 2006  | Joshi Kōsei (ja)                       | TVS              | 3 avril 2006       | 19 juin 2006       | 12       | Série basée sur le manga de Towa Ōshima.                                                            |
| 2006  | Himawari!                              | tvk              | 8 avril 2006       | 1er juillet 2006   | 13       | Série d'animation originale.                                                                        |
| 2007  | Himawari!!                             | tvk              | 6 janvier 2007     | 31 mars 2007       | 13       | Seconde saison de la série.                                                                         |
| 2007  | Ikki Tōsen: Dragon Destiny             | AT-X             | 26 février 2007    | 14 mai 2007        | 12       | Seconde saison de la série basée sur le manga de Yūji Shiozaki.                                     |
| 2007  | Genshiken Pt.2                         | TVS              | 9 octobre 2007     | 25 décembre 2007   | 12       | Série basée sur le seinen manga de Shimoku Kio.                                                     |
| 2008  | Ikki Tōsen: Great Guardians            | AT-X             | 11 juin 2008       | 27 août 2008       | 12       | Troisième saison de la série avec une histoire et des personnages originaux.                        |
| 2009  | Queen's Blade: Rurō no senshi          | AT-X             | 2 avril 2009       | 18 juin 2009       | 12       | Série basée sur la franchise Queen's Blade de Hobby Japan.                                          |
| 2009  | Queen's Blade: Gyokuza wo tsugumono    | AT-X             | 24 septembre 2009  | 10 décembre 2009   | 12       | Seconde saison de la série.                                                                         |
| 2010  | Ikki Tousen: Xtreme Xecutor            | AT-X             | 26 mars 2010       | 11 juin 2010       | 12       | Quatrième saison de la série.Coopération de production pour TNK.                                    |
| 2010  | Hyakka Ryōran: Samurai Girls (en)      | CTC              | 3 octobre 2010     | 18 décembre 2010   | 12       | Série basée sur les light novel écrits par Akira Suzuki et illustrés par Niθ.                       |
| 2012  | Queen's Blade Rebellion (en)           | AT-X             | 3 avril 2012       | 19 juin 2012       | 12       | Suite de Queen's Blade.                                                                             |
| 2012  | Hagure yūsha no Aesthetic (en)         | AT-X             | 6 juillet 2012     | 21 septembre 2012  | 12       | Série basée sur les light novel écrits par Tetsuto Uesu et illustrés par Tamago no Kimi.            |
| 2013  | Maoyū Maō Yūsha (en)                   | Tokyo MX         | 4 janvier 2013     | 29 mars 2013       | 13       | Série basée sur les light novel écrits par Mamare Touno et illustrés par Keinojou Mizutama et toi8. |
| 2013  | Hyakka Ryōran: Samurai Bride (en)      | AT-X             | 5 avril 2013       | 21 juin 2013       | 12       | Seconde saison de la série.                                                                         |
| 2013  | Sekai de ichiban tsuyoku naritai! (en) | AT-X             | 6 octobre 2013     | 22 décembre 2013   | 12       | Série basée sur le shōnen manga écrit par ESE et dessiné par Kiyohito Natsuki.                      |
| 2014  | Wizard Barristers: Benmashi Cecil (en) | Tokyo MX         | 13 janvier 2014    | 31 mars 2014       | 12       | Série d'animation originale.                                                                        |
| 2014  | Brynhildr in the Darkness              | Tokyo MX         | 6 avril 2014       | 29 juin 2014       | 13       | Série basée sur le seinen manga de Lynn Okamoto.                                                    |
| 2015  | Isuca                                  | Tokyo MX         | 24 janvier 2015    | 28 mars 2015       | 10       | Série basée sur le seinen manga d'Osamu Takahashi.                                                  |
| 2015  | Valkyrie Drive -Mermaid-               | AT-X             | 10 octobre 2015    | 26 décembre 2015   | 12       | Série d'animation originale. Premier projet de la franchise créée par Marvelous.                    |

### OAV
| Année | Titre                                                  | Date(s) de sortie                   | Notes |
| ----- | ------------------------------------------------------ | ----------------------------------- | --- |
| 1999  | Pia Carrot e yōkoso!! 2 DX (ja)                        | 18 décembre 1999 – 25 octobre 2000  | Seconde adaptation tous publics de 6 épisodes du visual novel pour adultes éponyme.Produite sous le nom de Garyū Studio.                                                                                  |
| 2000  | With You: Mitsumete Itai (ja)                          | 25 décembre 2000 – 25 mai 2001      | Adaptation tous publics de 2 épisodes de l'eroge éponyme. Produite sous le nom de Triple X. |
| 2001  | One: Kagayaku Kisetsu e                                | 10 août 2001 – 24 mai 2002          | Adaptation tous publics de 4 épisodes de l'eroge éponyme. Produite sous le nom de Triple X. |
| 2002  | Nakoruru: Ano hito kara no okurimono (en)              | 22 mai 2002                         | Adaptation inachevée du jeu vidéo éponyme de la série des Samurai Shodown de SNK.Seul un épisode a été produit sur les treize prévus.                                                                     |
| 2002  | From I"s                                               | 9 décembre 2002 – 19 mars 2013      | Histoire originale de 2 épisodes basée sur le shōnen manga de Masakazu Katsura.Coopération de production pour Pierrot.                                                                                    |
| 2005  | Elfen Lied: Regenschauer                               | 25 avril 2005                       | Épisode spécial compris dans le septième DVD. |
| 2005  | I”s Pure                                               | 1er novembre 2005 – 23 juillet 2006 | Seconde adaptation de 6 épisodes résumant I"s.Coproduction avec Pierrot. |
| 2007  | Saiyuki Reload: Burial                                 | 27 avril 2007 – 23 mai 2008         | Adaptation en 3 épisodes de l'arc « Burial » du manga.Coproduction avec Pierrot. |
| 2008  | Kite Liberator (en)                                    | 8 avril 2008                        | Long-métrage tous publics de 60 minutes faisant suite à l'OAV pour adultes Kite. |
| 2008  | Zettai shōgeki: Platonic Heart (ja)                    | 29 octobre 2008 – 25 février 2009   | Production originale de 5 épisodes.Premier projet de la franchise créée par différentes entreprises. |
| 2010  | Queen's Blade: Utsukushiki tōshi-tachi                 | 25 août 2010 – 30 mars 2011         | Production de 6 épisodes faisant suite à Queen's Blade: Gyokuza wo tsugumono. |
| 2011  | Queen's Blade Rebellion: Premium Visual Book           | 29 octobre 2011 – 28 janvier 2012   | Production de 2 épisodes préquels de Queen's Blade Rebellion (en). |
| 2012  | Ikki Tousen: Shūgaku Tōshi Keppū-roku                  | 22 février 2012                     | Épisode de 43 minutes faisant suite à la quatrième saison Ikki Tousen: Xtrem Xecutor.Plusieurs projections en salle ont eu lieu le 12 novembre 2011.                                                      |
| 2013  | Vanquished Queens                                      | 29 mars 2013 – 30 septembre 2014    | Production de 4 épisodes faisant suite à Queen's Blade: Utsukushiki tōshi-tachi.Coopération de production pour Hoods Entertainment.                                                                       |
| 2014  | Brynhildr in the Darkness: Beaucoup de bruit pour rien | 24 septembre 2014                   | Épisode spécial compris dans le second coffret Blu-ray/DVD. |
| 2015  | Ikki Tōsen: Extravaganza Epoch                         | 25 février 2015                     | Production de 2 épisodes faisant suite à la cinquième saison Ikki Tousen: Shūgaku Tōshi Keppū-roku.Diffusé sur AT-X du 21 au 28 décembre 2014.                                                            |
| 2015  | Isuca: Paradise                                        | 26 août 2015                        | Épisode spécial compris avec l'édition limitée du septième volume du manga. |
| 2015  | Hyakka Ryōran: Samurai After (en)                      | 23 janvier 2015 – 1er juillet 2015  | Production de 2 épisodes faisant suite à la série télévisée.Publié avec les collections d'illustrations de Niθ intitulées « Niθ ART WORKS Vol.2 Zoku adesugata giga (Niθ ART WORKS Vol.2 続・艶姿戯画) ». |
| 2016  | Queen's Blade Grimoire (en)                            | 29 janvier 2016 – 28 septembre 2016 | Adaptation en 2 épisodes du livre-jeu éponyme de la franchise Queen's Blade de Hobby Japan.Coopération de production pour asread.                                                                         |
| 2019  | Ikki Tōsen: Western Wolves                             | 27 février 2019                     | Production de 3 épisodes faisant suite à la sixième saison Ikki Tousen: Extravaganza Epoch. |

### Hentai
- La☆BlueGirl
  - La Blue Girl (淫獣学園, Injū Gakuen?)  (1992 – 1993, à partir du 2e épisode)
  - Shin - Injū Gakuen (真・淫獣学園?) (1994)
  - Lady Blue (淫獣学園EX, Injū Gakuen EX?) (1996) ※Produit sous le nom de Dandelion.
  - Injū Gakuen La Blue Girl : Fukkatsu-hen (淫獣学園 復活篇, Injū Gakuen Fukkatsu-hen?) (2001 – 2002) ※Coproduit avec Green Bunny (ja).
- Injū seisen (ja)
  - Seijūden: Twin Dolls (聖獣伝ツインドールズ, Seijūden Tsuindōruzu?) (1994)
  - Injū seisen: Twin Angels (淫獣聖戦ツインエンジェル, Injū seisen Tsuin'enjeru?) (1995)
  - Injū seisen XX: Twin Angels (淫獣聖戦XX, Injū seisen XX?) (1996)
- Sailor Senshi Venus♥Five (ja) (セーラー戦士ヴィーナス♡ファイブ?) (1994) ※Produit sous le nom de Dandelion.
- Boku no Sexual Harassment (ja) (僕のセクシャルハラスメント?) (1994) ※Produit sous le nom de Triple X.
- Dragon Knight Gaiden (ドラゴンナイト外伝?) (1995) ※Interdit aux moins de 15 ans à sa sortie, produit sous le nom de Triple X.
- Kakyūsei: My Pretty Class Student (ja) (下級生 MY PRETTY CLASS STUDENT?) (1995)  ※Interdit aux moins de 15 ans à sa sortie.
- Advancer Tina (ja) (アドバンサー ティナ?) (1996) ※Produit sous le nom de Dandelion.
- Orchid★Emblem (ja) (オーキッド☆エンブレム?) (1996) ※Produit sous le nom de Dandelion.
- Kawarazaki-ke no ichizoku (河原崎家の一族?)
  - Kawarazaki-ke no ichizoku The Animation (ja) (1996 – 1997)
  - Kawarazaki-ke no ichizoku 2 The Animation (ja) (2004)
- Dōkyūsei 2 (同級生2?) (1996) ※Produit sous le nom de Triple X.
- Pia Carrot e yōkoso (Piaキャロットへようこそ, Pia Kyarotto e yōkoso?) ※Produit sous le nom de Triple X.
  - Pia Carrot e yōkoso!! (ja) (1997 – 1998)
  - Pia Carrot e yōkoso!! 2 (ja) (1998 – 1999)
- Tokio Kidō Police (ja) (TOKIO機動ポリス?) (1997) ※Produit sous le nom de Dandelion.
- Isaku (ja)
  - Isaku (遺作?) (1997)
  - Isaku: Respect (遺作 〜Respect〜?) (2001)
- Dōsōkai (ja)
  - Dōsōkai: Yesterday Once More (同窓会 Yesterday Once More?) (1997 – 1998)
  - Dōsōkai: Again (同窓会again?) (2002)
- Midnight Panther (ja) (ミッドナイトパンサー?) (1998)
- Mujintō monogatari X
  - Mujintō monogatari X (無人島物語X?) (1998)
  - Mujintō monogatari XX (無人島物語XX?) (1999)
- Kite (1998 – 2000)
- Natural
  - Natural: Mi mo kokoro mo (ja) (Natural -身も心も-?) (1999 – 2002)
  - Natural 2: Duo (ja) (2001 – 2003)
- Words Worth (ja) (ワーズ・ワース?) (1999 – 2002)
- Mezzo Forte (2000 – 2001)
- Septem Charm Magical Canan (ja) (SeptemCharm まじかるカナン?) (2000 – 2003) ※Produit sous le nom de Triple X.
- Princess Memory (ja) (プリンセスメモリー?) (2001) ※Produit sous le nom de Triple X.
- ELLE (〔él〕?) (2001)
- Shinseiki: Inma seiden (ja) (新世紀 淫魔聖伝?) (2001 – 2002)
- Romance wa tsurugi no kagayaki II (ja) (ロマンスは剣の輝きII?) (2001) ※Produit sous le nom de Triple X.
- Mizuiro (ja) (みずいろ?) (2002)
- flutter of birds
  - flutter of birds: Tori-tachi no habataki (ja) (flutter of birds 〜鳥達の羽ばたき〜?) (2002)
  - flutter of birds II: Tenshi-tachi no tsubasa (ja) (flutter of birds II 〜天使たちの翼〜?) (2003)
- Hainuwele: Shūkaku no yoru (ja) (ハイヌウェレ 収穫の夜?) (2002)
- Ashita no Yukinojō (ja)
  - Ashita no Yukinojō (あしたの雪之丞?) (2002 – 2003)
  - Masaru Ashita no Yukinojō 2 (MASARU あしたの雪之丞2?) (2003)
- Hotaruko (ja) (螢子?) (2003)
- Dark Shell: Ori no naka no namameki (ja) (ダーク・シェル 檻の中の艶?) (2003)
- Nikutai ten'i (ja) (肉体転移?) (2003 – 2004)
- One: True Stories (ONE 〜輝く季節へ〜 True Stories?) (2003 – 2004)
- Ai shimai: Tsubomi… Kegashite kudasai The Animation (ja) (愛姉妹・蕾…汚してください THE ANIMATION?) (2004)
- Itazura The Animation (ja) (悪戯～いたずら～ The Animation?) (2005)
- Front Innocent (ja) (フロントイノセント?) (2005)
- Itazura The Animation (ja) (緋忍伝 呀宇種?) (2005)